# Miku Hacune
Miku Hacune (初音ミク Hatsune Miku) jeste program, predstavljen kroz izmišljeni ženski lik, pevačicu, a napravljen 2007. od strane japanskog preduzeća „Kripton fjučer medija“ (Crypton Future Media). Uzorak glasa uzet je od japanske glumice Saki Fudžita (藤田 咲, Fujita Saki). Ime je nastalo spajanjem japanskih znakova za prvi (初, hacu), zvuk (音 ne) i budućnost (ミク, miku). Inače, „miku“ nije prava japanska reč za budućnost, ali nanori čitanjem prave reči — miraj (未来, mirai), dobija se zvuk nalik „miku“. Hacune Miku ubrzo postaje prva sintetička pop-ikona i „nastupa“ na koncertima kao projekcija. Prodala je 10.000 ulaznica početkom 2012.